# Serhij Bolbat
Serhij Serhijovyč Bolbat (in ucraino Сергій Сергійович Болбат?; Volnovacha, 13 giugno 1993) è un calciatore ucraino, centrocampista o attaccante svincolato.

## Carriera

### Club
Cresciuto nelle giovanili dello Šachtar, nella stagione 2013-2014 viene mandato in prestito al Metalurh Donec'k, totalizzando 19 presenze in campionato condite da 2 gol.
Al termine della stagione ritorna allo Shakhtar, dove viene inserito in prima squadra vincendo il primo trofeo in carriera: la Supercoppa vinta contro i rivali della Dinamo Kiev.
Il 2 settembre 2014 viene girato in prestito al Metalist, disputando ventiquattro incontri tra campionato e coppe, segnando quattro gol.
Terminata l'esperienza al Metalist, ritorna allo Shakhtar che lo gira nuovamente in prestito, questa volta ai belgi del Lokeren.

### Nazionale
Il 22 maggio 2014 ha esordito con la nazionale maggiore ucraina nell'amichevole contro il Niger vinta per 2-1.

## Palmarès

### Competizioni nazionali
- Supercoppa d'Ucraina: 1

Šachtar: 2014
- Coppa d'Ucraina: 1

Šachtar: 2018-2019
- Campionato ucraino: 2

Šachtar: 2018-2019, 2019-2020